# Ломец
Ломец е село в Северна България. То се намира в община Троян, област Ловеч. Разположено в полите на Троянския Балкан, Ломец е подходящо място за отдих и развлечение.

## География
Село Ломец се намира в планински район. През него минават река Джура и река Ладъна, които се вливат в малък вир, наричан от местните „Топърлак“.

## История
Има исторически находки, които сочат, че на мястото, където е селото, е имало каменоломна, откъдето са се добивали камъни за Римската империя, използвани при строителството на крайпътни станции и укрепления, чрез които се е осъществявала охрана и контрол над пътищата. Изключителен интерес в село Ломец представляват разкопките на крайпътна станция – крепостта Состра. На разкопките са открити много ценни находки – съдове, монети, каменни паметници с надписи. Паметниците се съхраняват в Музея на занаятите – гр. Троян. Проучванията на крепостта се провеждат от Национален исторически музей под ръководството на доц. д-р Иван Христов.

## Население
Численост и дял на етническите групи според преброяването на населението през 2011 г.:
|                     | Численост | Дял (в %) |
| Общо                | 269       | 100,00    |
| Българи             | 199       | 73,97     |
| Турци               | 59        | 21,93     |
| Цигани              | 0         | 0,00      |
| Други               | 0         | 0,00      |
| Не се самоопределят | 0         | 0,0       |
| Неотговорили        | 8         | 2,97      |

## Културни и природни забележителности
В землището на с. Ломец е била разположена римската крепост Состра II – V в. – Името на римската крайпътна станция Состра е отбелязано върху така наречената `Певтингерова карта` от края на IV век. Станцията, крепостта и прилежащите съоръжения са разположени на пътя Ескус – Филипополис и отстоят на 13 мили южно от Мелта (вероятно северно от Ловеч) и на 10 мили северно от станция Ад радицес (м. `Попина лъка` – източно от с. Бели Осъм, Троянско). Станцията се среща в западноевропейски карти от XVII до XVIII в. Станцията Состра е отбелязана на римската пътна карта `Tabula Peutigeriana`.

## Личности
- Илия Маринов Иванов – Деян, партизанин
- Д-р Тодор Димитров – виден български инженер и революционер
- Пенчо Балкански – български художник, фотограф, график и живописец
- доц. д-р инж. Цочо Цанков – дългогодишен ръководител на катедра „Водоснабдяване, канализация и пречистване на водите“ при УАСГ
- Тодор Додев Христов – дипломат от кариерата, секретар на посолствата на България в Турция, Гърция, Франция, Куба и посланик в Ливан
- Васил Христов Василковски – първи шампион по Биатлон на България от 1962 година. Участник в Зимните олимпийски игри през 1976 година в Австрия и през 1984 година в Югославия.
- Полковник Димитър Хинков – композитор, диригент на Военен оркестър и на Хорът на запасните офицери в София.
- Полковник Димитър Колев-Бързака – летец първи клас, командир на авиополка в Безмер.
- Иван Донковски (р. 1926), български офицер, генерал-майор от Държавна сигурност